# Miguel Jones
Miguel Jones Castillo (Santa Isabel, Guinea Española, 27 de octubre de 1938 - Bilbao, 8 de abril de 2020) fue un futbolista español, de origen ecuatoguineano. No tuvo una posición fija, él mismo se consideraba que fue polivalente debido a que jugó tanto de delantero centro como de defensa central, medio, interior y extremo.

## Biografía
Miguel Jones Castillo nació el 27 de octubre de 1938 en Santa Isabel, Guinea Española durante la época colonial española. Su padre era el destacado político ecuatoguineano Wilwardo Jones Níger, hijo del terrateniente Maximiliano Cipriano Jones. Llegó a la península en 1943 con sus padres Wilwardo y Susana Castillo y sus seis hermanos, radicándose en Bilbao, ciudad donde había estudiado su padre y donde él se crio. Estudió en Navarra en el colegio Lekaroz de los Padres Capuchinos e hizo la carrera de Ciencias Económicas en la Universidad de Deusto. Sus primos fueron el también político José Luis Jones Dougan, el corredor Juan Carlos Jones Dougan y el deportista de bobsleigh Maximiliano Jones Ivina.

## Carrera
Jones comenzó su carrera en el Barakaldo, a donde llegó gracias al entrenador Fernando Daučík, y luego pasó al Indautxu, cuna tradicional de jugadores que acaban triunfando en el Athletic Club, pero al igual que a sus compañeros de equipo Jesús María Pereda y José Eulogio Gárate, había sido rechazado por el equipo bilbaíno por no entrar en su política de fichajes, ya que no tenía orígenes vizcaínos pese a que llegó a disputar un partido amistoso con el club.
Se unió al Club Atlético de Madrid de la mano de Daučík, jugando ocho temporadas en el primer equipo colchonero. Su debut fue en el Stadium Metropolitano de Madrid el 18 de octubre de 1959 en la derrota frente al Granada C. F. por 0-2. Siendo José Villalonga seleccionador nacional, llegó a preseleccionar tres veces a Jones en dos partidos oficiales para la Eurocopa de 1964 el 1 de noviembre de 1962 y el 25 de noviembre de 1962, ambos ante Rumania y en un partido amistoso el 2 de diciembre de 1962 frente Bélgica, pero no llegó a debutar con la selección. 
Tras retirarse en 1967, el «gusanillo» lo devolvió a la máxima competición, esta vez con el Osasuna. Definitivamente se retiró como jugador en el Osasuna, y vuelve al equipo que le vio crecer, el Indautxu, ejerciendo de directivo durante 15 años.
Jones era amigo y compañero de Luis Aragonés y cuando este fue acusado de racismo en 2004, citó su amistad con Jones como prueba de que él no lo era.

## Fallecimiento
Falleció en Bilbao a los ochenta y un años el 8 de abril de 2020 a causa de una neumonía complicada por el coronavirus.

## Trayectoria
| Club               | País   | Año     | Part. | Goles |
| ------------------ | ------ | ------- | ----- | ----- |
| Barakaldo          | España | 1957    |       |       |
| Indautxu           | España | 1957-59 |       |       |
| Atlético de Madrid | España | 1959-67 | 139   | 54    |
| C. A. Osasuna      | España | 1967-68 |       |       |

## Palmarés
| Título           | Club               | País   | Año     |
| ---------------- | ------------------ | ------ | ------- |
| Liga             | Atlético de Madrid | España | 1965-66 |
| Recopa de Europa | Atlético de Madrid | España | 1961-62 |
| Copa del Rey     | Atlético de Madrid | España | 1959-60 |
| Copa del Rey     | Atlético de Madrid | España | 1960-61 |
| Copa del Rey     | Atlético de Madrid | España | 1964-65 |